# Nasusina
Nasusina là một chi bướm đêm thuộc họ Geometridae.